# Mariam Mamadasjvili
Mariam Mamadasjvili (Georgisch: მარიამ მამადაშვილი) (Tbilisi, 16 november 2005) is een Georgisch zangeres.

## Biografie
Mamadasjvili begon reeds op vierjarige leeftijd op te treden en ging naar diverse muziekscholen in de Georgische hoofdstad Tbilisi. In 2015 verhuisde ze met haar ouders naar Connecticut in de Verenigde Staten. In september 2016 werd ze door Georgische openbare omroep geselecteerd om haar vaderland te vertegenwoordigen op het Junior Eurovisiesongfestival 2016, dat gehouden werd in de Maltese hoofdstad Valletta. Op 20 november 2016 wist ze deze muziekcompetitie te winnen met het nummer Mzeo. Hiermee zorgde ze voor de derde Georgische overwinning uit de geschiedenis van het festival.
2007: Mariam Romalasjvili ·
2008: Bzikebi ·
2009: Princesses ·
2010: Mariam Kachelisjvili ·
2011: Candy ·
2012: The Funkids ·
2013: The Smile Shop ·
2014: Lizi Pop · 
2015: The Virus · 
2016: Mariam Mamadasjvili · 
2017: Grigol Kipsjidze · 
2018: Tamar Edilasjvili · 
2019: Giorgi Rostiasjvili · 
2020: Sandra Gadelia · 
2021: Nikoloz Kajaia · 
2022: Mariam Bigvava · 
2023: Anastasia & Ranina
2003: Dino Jelušić · 
2004: María Isabel · 
2005: Ksenia Sitnik · 
2006: The Tolmachevy Twins · 
2007: Aleksej Zjigalkovitsj · 
2008: Bzikebi · 
2009: Ralf Mackenbach · 
2010: Vladimir Arzumanian · 
2011: Candy · 
2012: Anastasija Petryk · 
2013: Gaia Cauchi · 
2014: Vincenzo Cantiello · 
2015: Destiny Chukunyere · 
2016: Mariam Mamadasjvili · 
2017: Polina Bogoesevitsj · 
2018: Roksana Węgiel · 
2019: Wiktoria Gabor · 
2020: Valentina · 
2021: Maléna · 
2022: Lissandro · 
2023: Zoé Clauzure